# Nel Stants
Nel Stants (Tiel, 8 juni 1900 - Utrecht, 28 maart 1976) was een Nederlands toneelacteur.
Pietje Schreijnders was dochter van Gerrigje van Os en Cornelis Johannes Schreijnders. Haar moeder hertrouwde in 1916 met arts Willem Herman Stants, gescheiden vader van componist Iet Stants. Ze nam toen de naam Nel Stants aan. Broer Gerrit Stants (Gerrit Schreijnders, 1910-1994) was als journalist jarenlang verbonden aan Het Parool. Zelf was ze in 1929 (huwelijk) en 1930 (echtscheiding) enige tijd getrouwd met kunsthandelaar Arie Jan Kleijkamp; in 1937 hertrouwde ze met directeur van American Petroleum Company/Esso en diplomaat Breunis/Bruno Klaare. Ook dat huwelijk liep op een echtscheiding uit.
Nel Stants kreeg haar opleiding aan de Toneelschool aan de Marnixstraat 150 in Amsterdam. Ze leerde daar tevens travestierollen spelen (er was een tekort aan mannelijke acteurs). Ze sloot zich aan bij het gezelschap Hofstadtoneel van Van der Lugt. Vanaf 1921 tot 1932 was ze verbonden aan het gezelschap van Eduard Verkade; haar leermeester. Haar bekendste rol aldaar was die in de gedramatiseerde vertelling Jeanne d'Arc, een rol die tot in de jaren negentig tot de verbeelding sprak. Ze stond voorts op de planken met werk van Henrik Ibsen (Hedda Gabler). Ze stopte in 1932. In de jaren vijftig vierde ze een comeback in werk van T.S. Eliot (particuliere secretaris) bij gezelschappen als de Nederlandse Comedie en het Nieuw Nederlands Toneelgezelschap. Daar speelde ze de moeder in Mevrouw Warrens bedrijf van George Bernard Shaw; in haar jonge jaren had ze juist de dochter gespeeld.
Desalniettemin werd haar overlijden gemeld in de landelijke pers. Ze overleed na een lang ziekbed in een Utrechts ziekenhuis.
- Gemeinsame Normdatei: 117212504
- Nederlandse Thesaurus van Auteursnamen: 327985070
- Virtual International Authority File: 290275922